# یواس‌اس جان سی. استنیس
یو اس اس جان سی استنیس (سی وی ان-۷۴) (به انگلیسی: USS John C. Stennis) نام یک ناو هواپیمابر کلاس نیمیتز متعلق به نیروی دریایی ایالات متحده آمریکا است که به نام سناتور جان سی استنیس از ایالت می سی سی پی نامگذاری شده‌است.

این ناو هواپیمابر در دسامبر ۱۹۹۵ به دریا انداخته شده و پایگاه خانگی آن در ایالت واشینگتن قرار دارد. این ناو هواپیمابر ۶۲۷۵ خدمه دارد و با انرژی هسته ای نیروی خود را تأمین می‌کند. ساخت این ناو ۴٫۵ میلیارد دلار هزینه داشته و از سری ناوهای کلاس نیمیتز است.

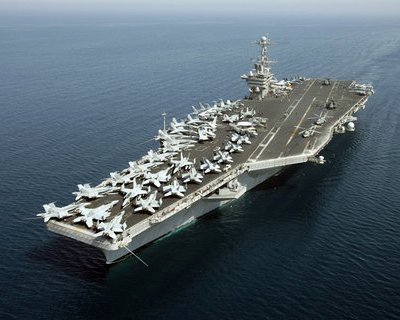

این ناو (۳۳۲٫۸) متر طول و (۷۶٫۸) متر عرض دارد و مجهز به دو راکتور هسته‌ای ساخت وستینگهاوس است.

## حضور ناو در خلیج فارس
در سال ۲۰۱۱ میلادی، سرلشکر عطاء الله صالحی، فرمانده سابق کل ارتش ایران در مورد بازگشت این ناو هواپیمابر آمریکایی به خلیج فارس هشدار داد. ناو هواپیمابر جان سی استنیس با عبور از تنگه هرمز، به خلیج فارس رفت‌وآمد دارد.
در تاریخ سی ام آذر ماه سال ۱۳۹۷ این ناو پس از یک دوره غیبت سه ساله و برای نخستین بار پس از توافق هسته‌ای ایران و شش قدرت جهانی موسوم به (برجام) وارد منطقه خلیج فارس شد. ناو هواپیمابر (یو اس‌ اس جان سی استنیس) همزمان با برگزاری رزمایش سپاه پاسداران در خلیج فارس و با هدف نمایش قدرت به جمهوری اسلامی ایران، در آب‌های خلیج فارس حضور پیدا کرد.بنا بر ادعای رسانه‌های دولتی در ایران؛ قایق‌های سپاه ضمن نزدیک شدن به این ناو هواپیمابر، چندین راکت نیز به طرف این ناوگان شلیک کرده اند. اما تنها پس از گذشت یک روز، محمد علی جعفری فرمانده اسبق سپاه پاسداران مدعی شد که شلیک‌های مذکور مرتبط با رزمایش بوده و ربطی به حضور ناوگان ایالات متحده در منطقه نداشته است.

## نگارخانه

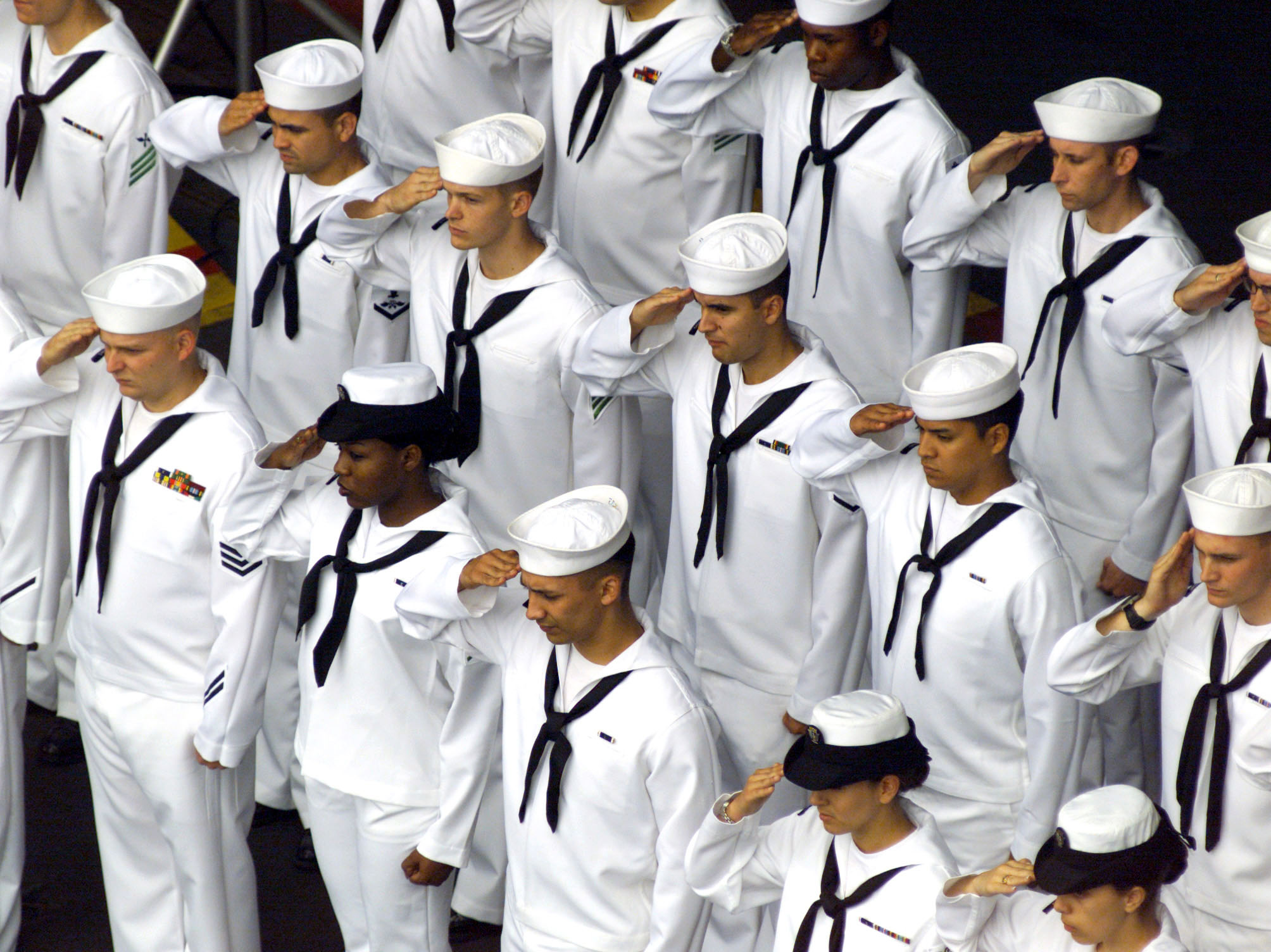
سلام‌نظامی خدمه.
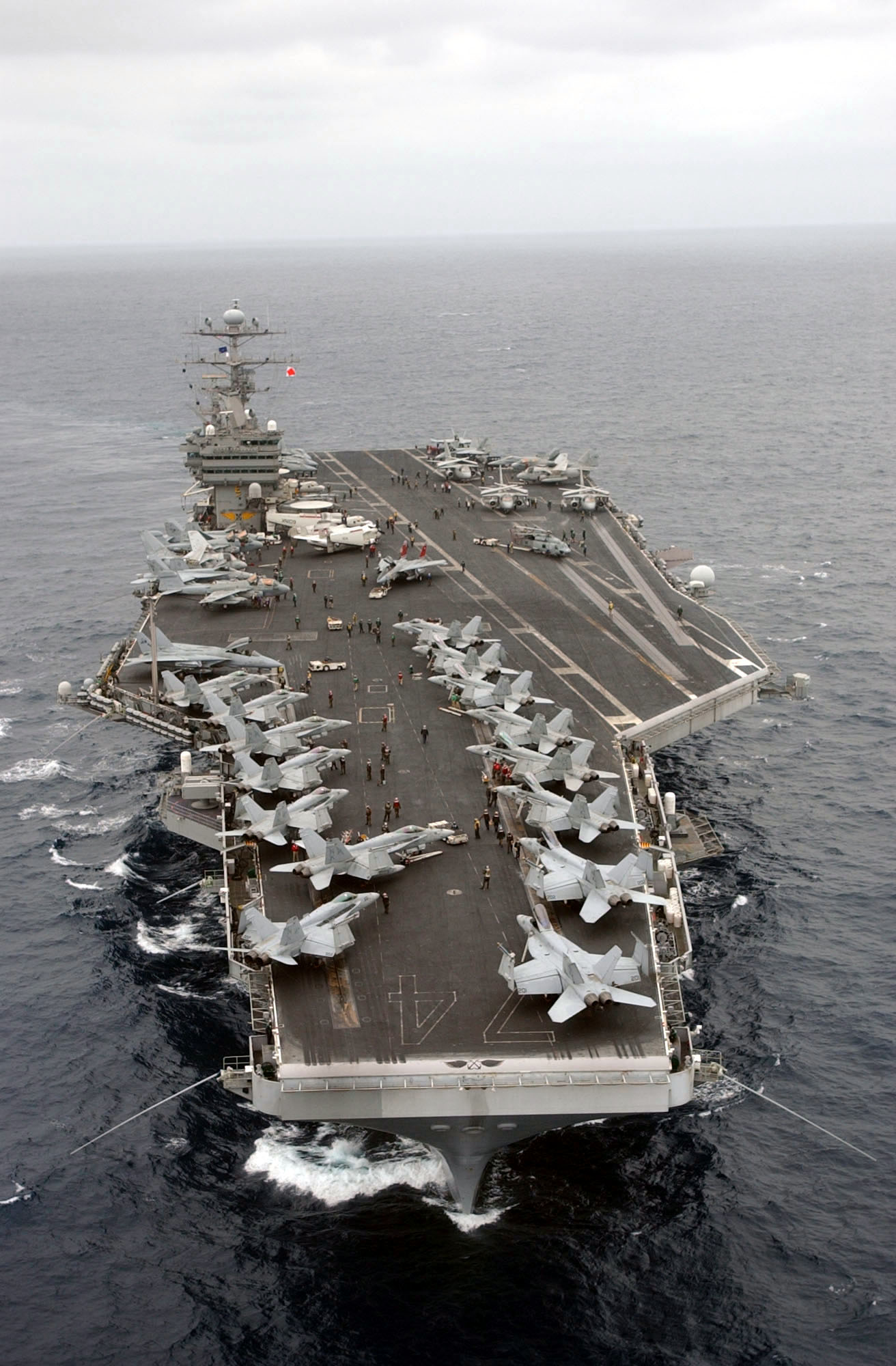
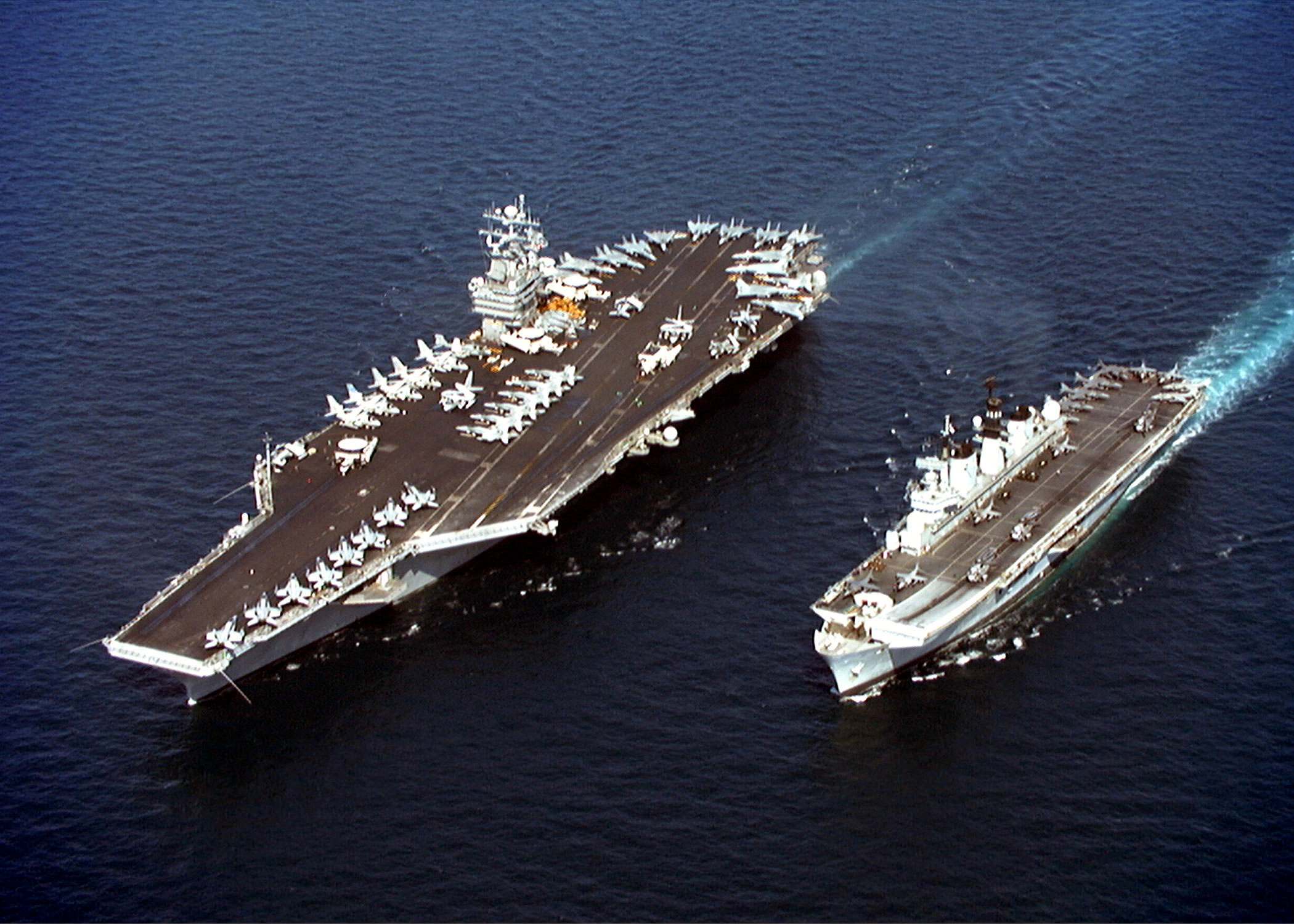
ناو بریتانیایی در کنار ناو استنیس
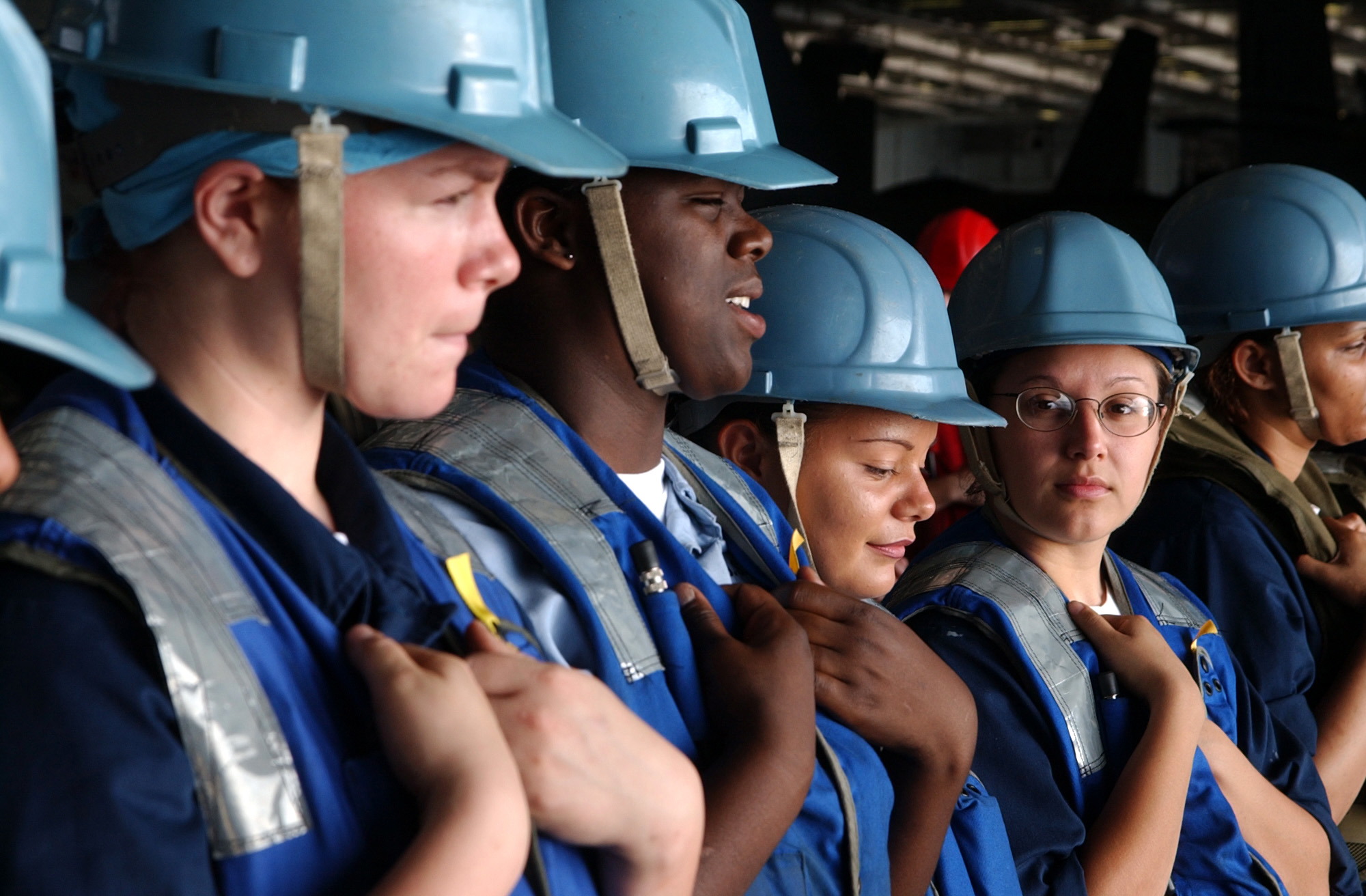
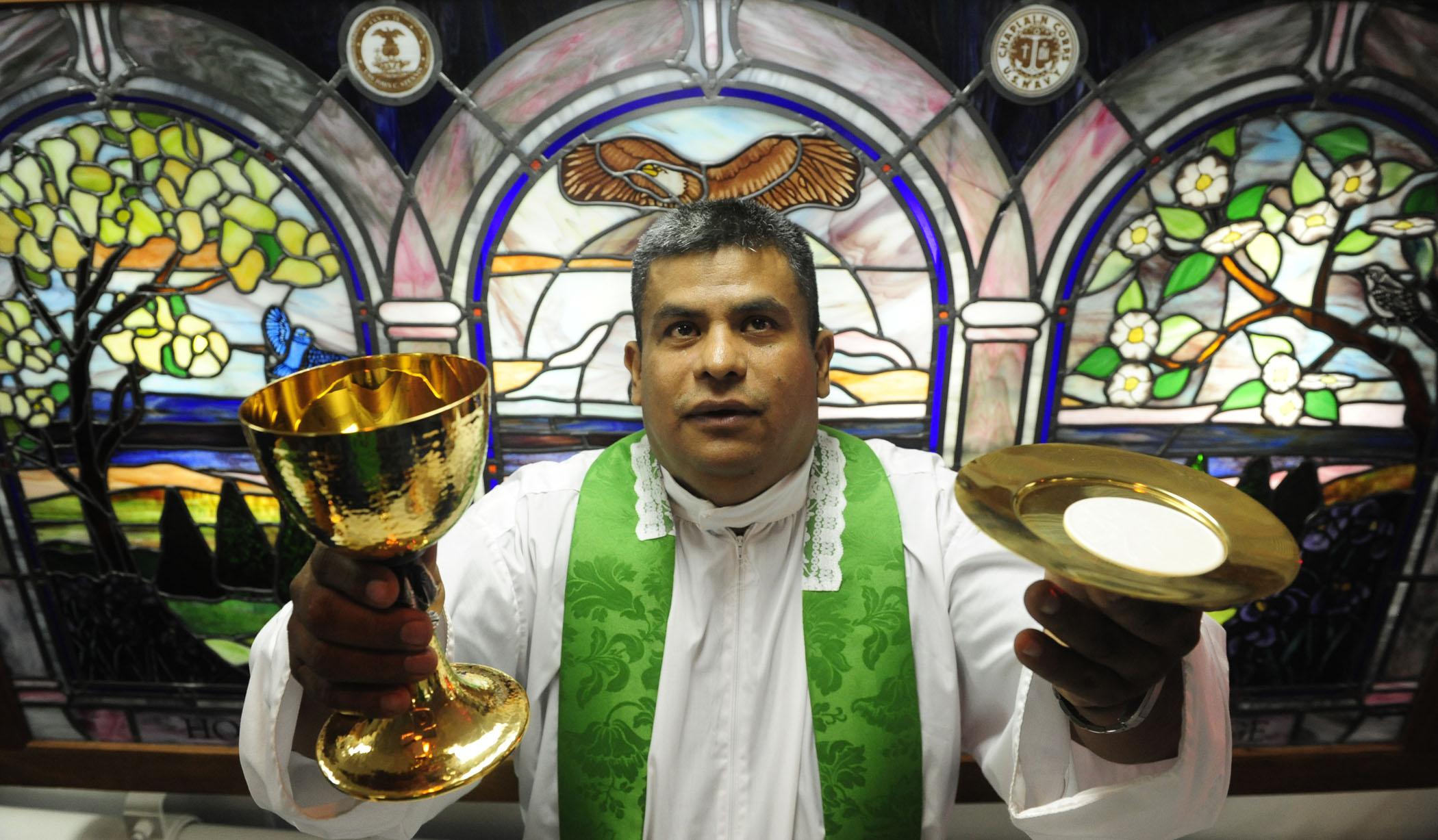
یک کشیش کاتولیک در حال خدمت روی ناو
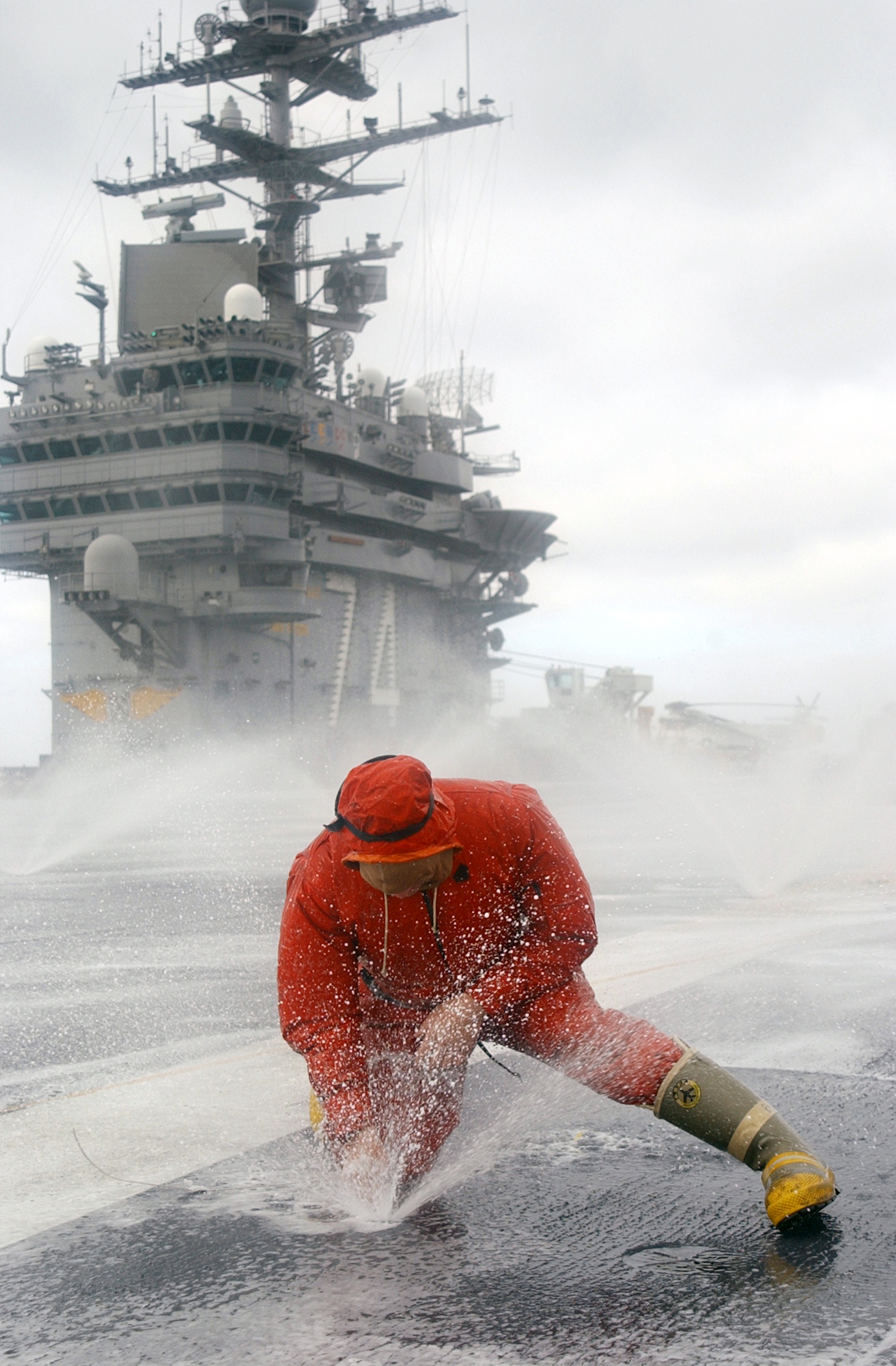
در هوای نامطلوب
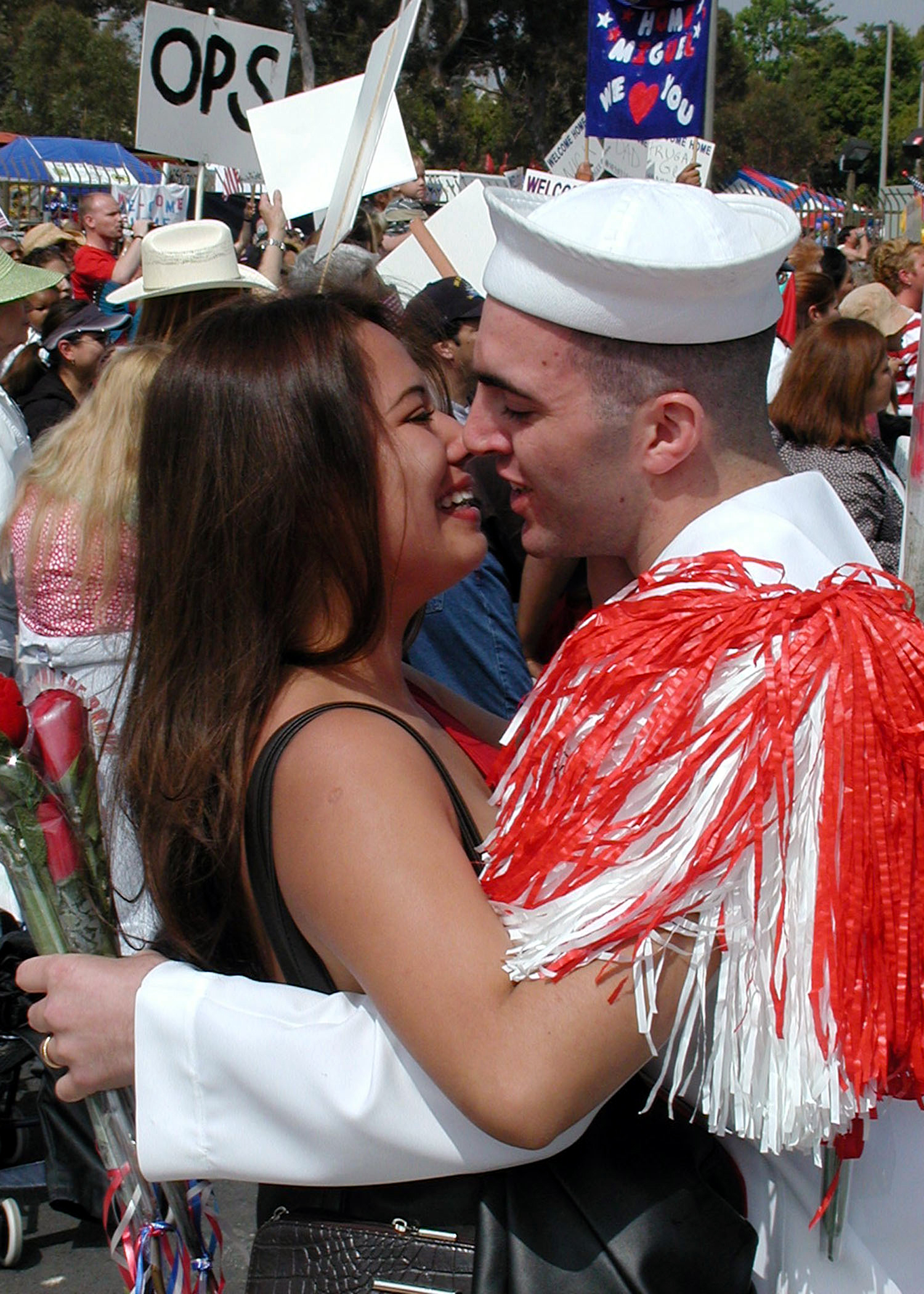
بازگشت به خانه
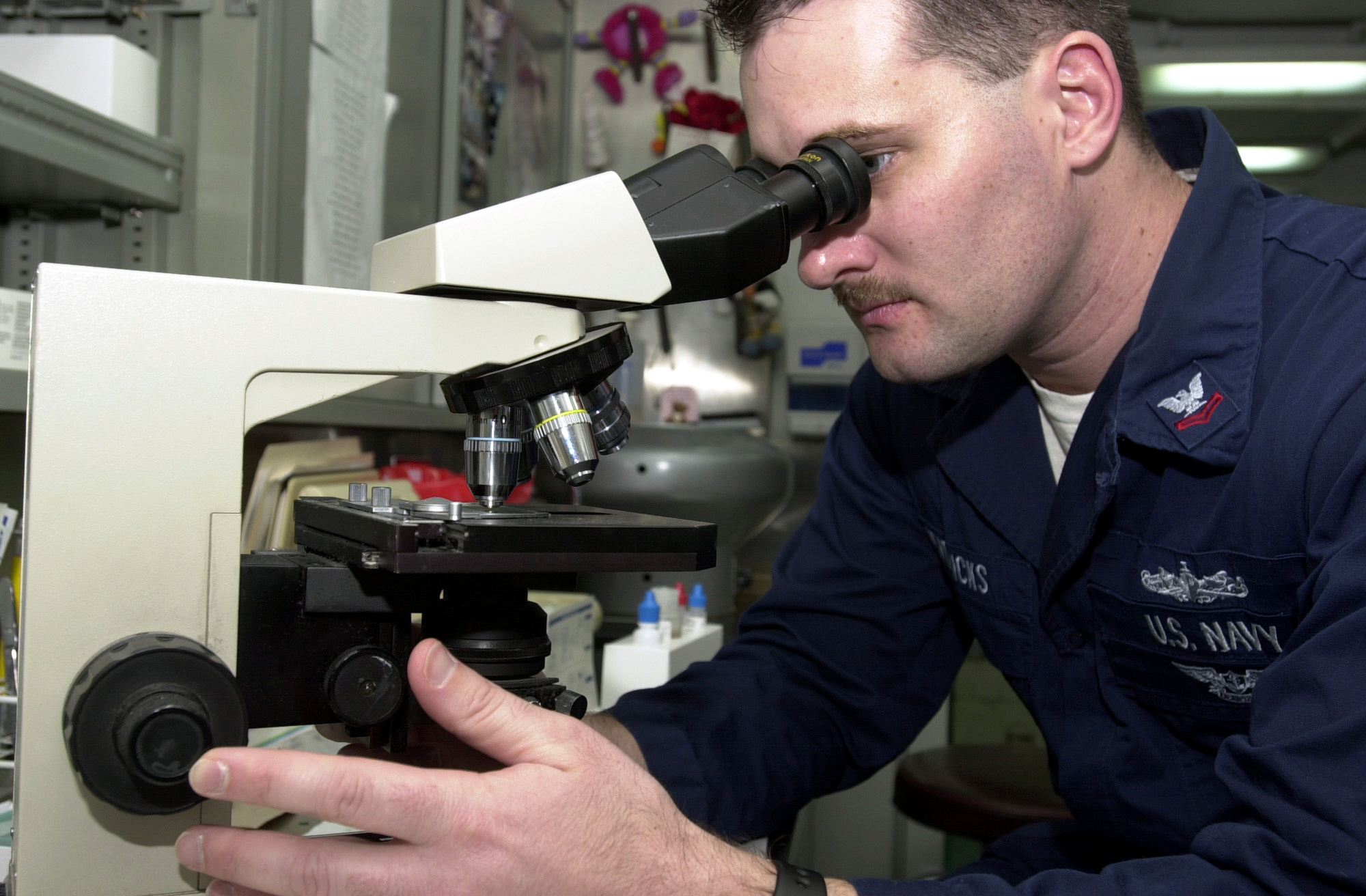
آزمایش‌های پزشکی
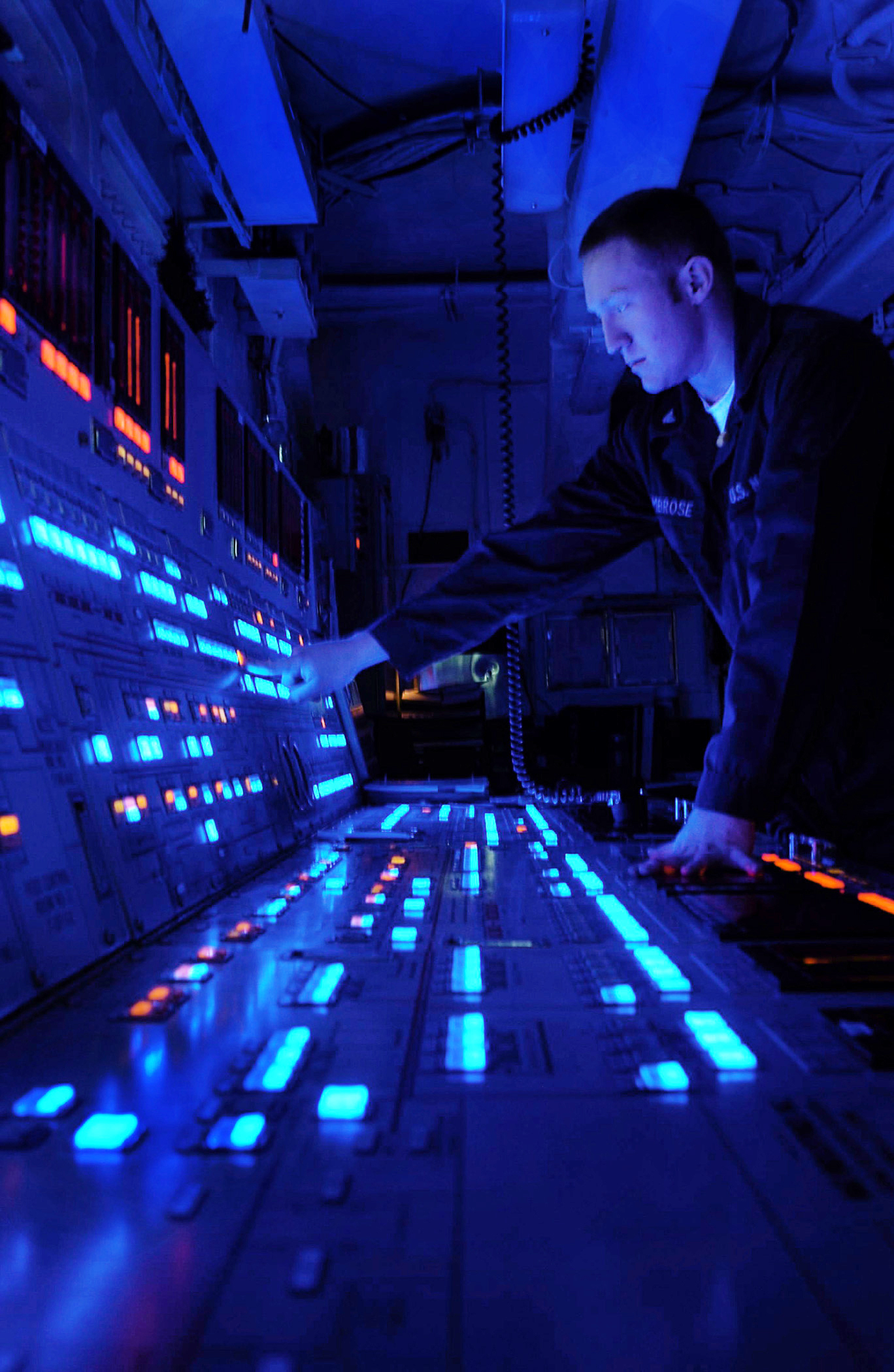
اتاق فرمان رآکتور
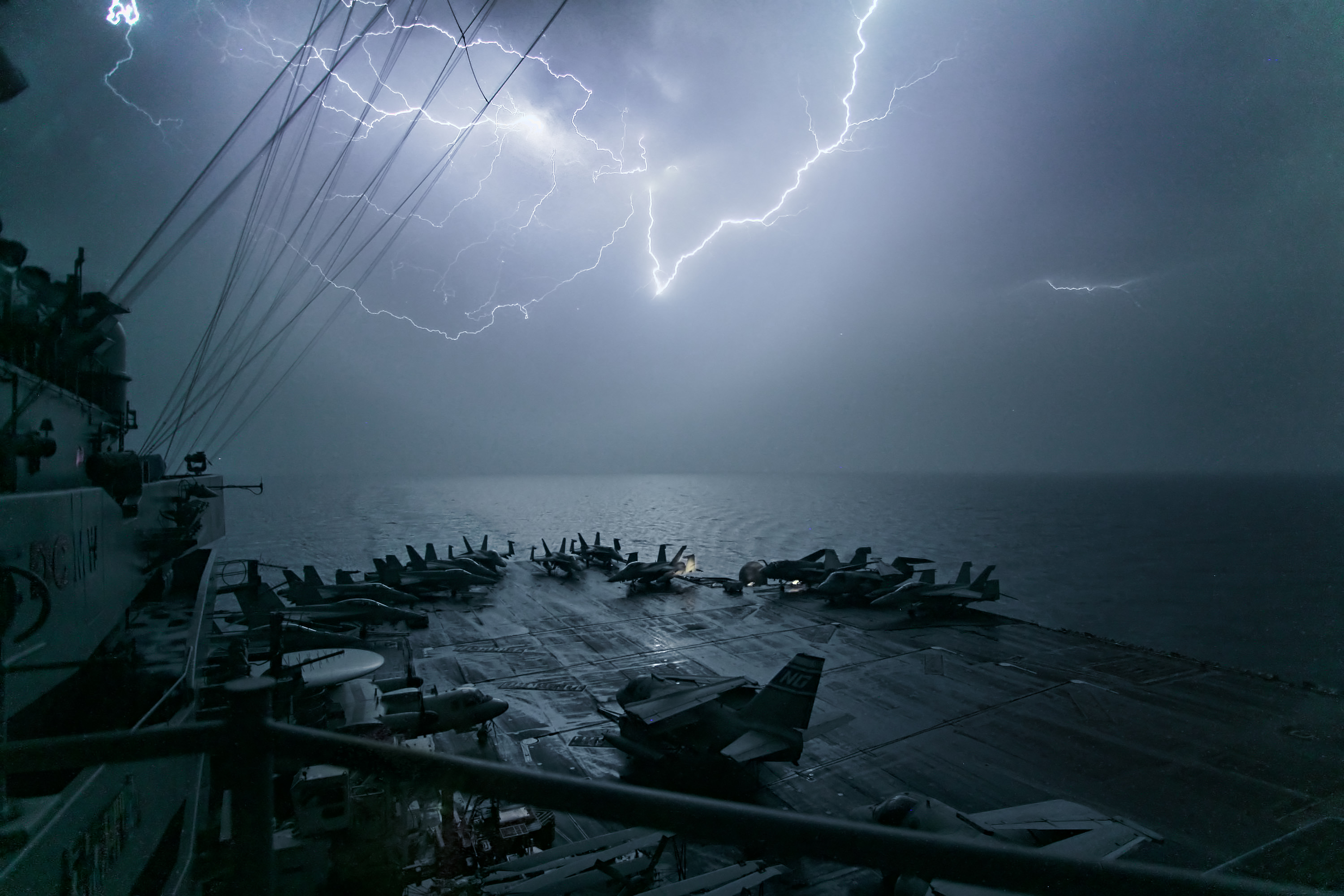
شبی هولناک
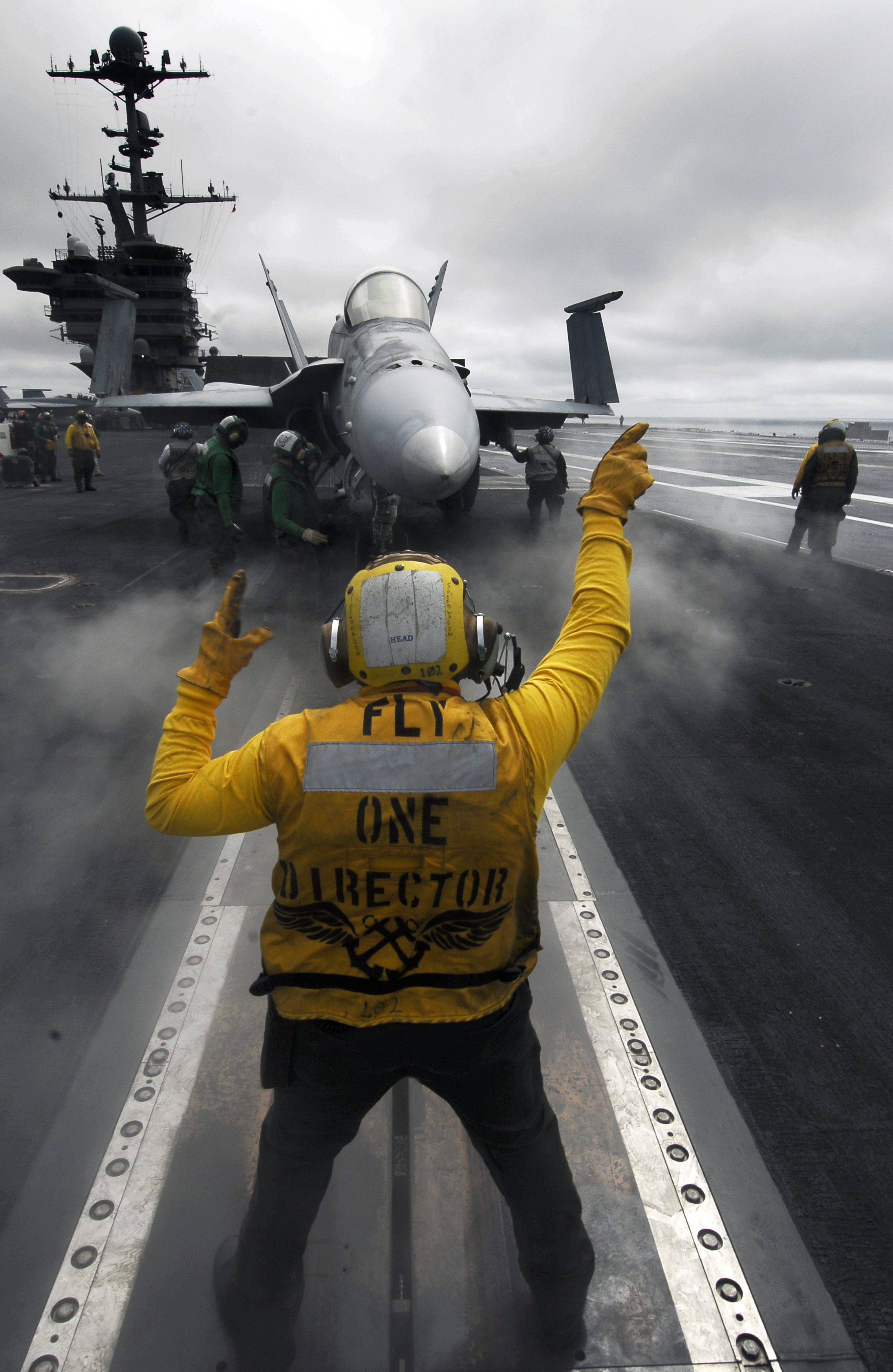
آماده پرواز
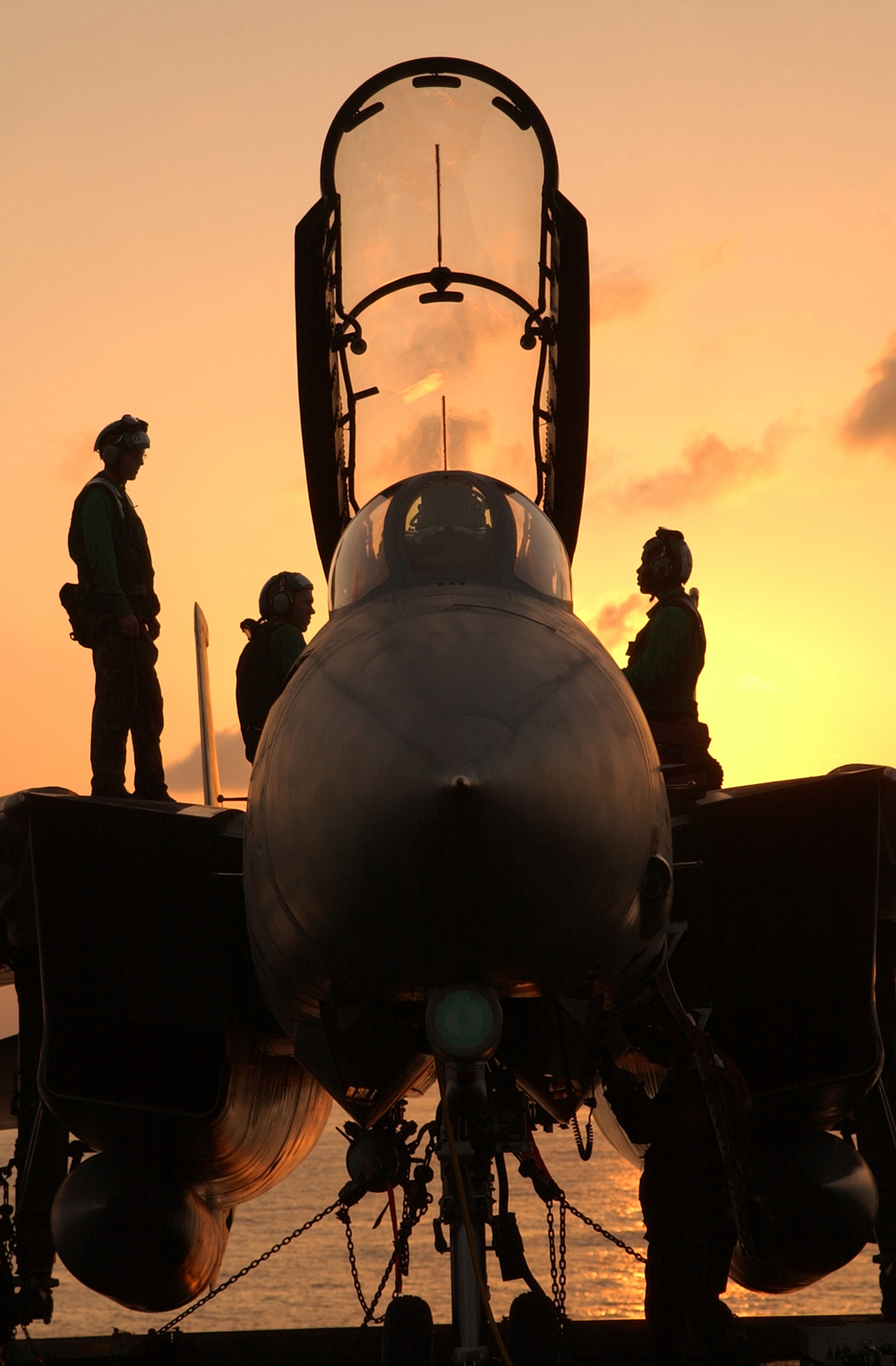
اف-۱۴ تامکت
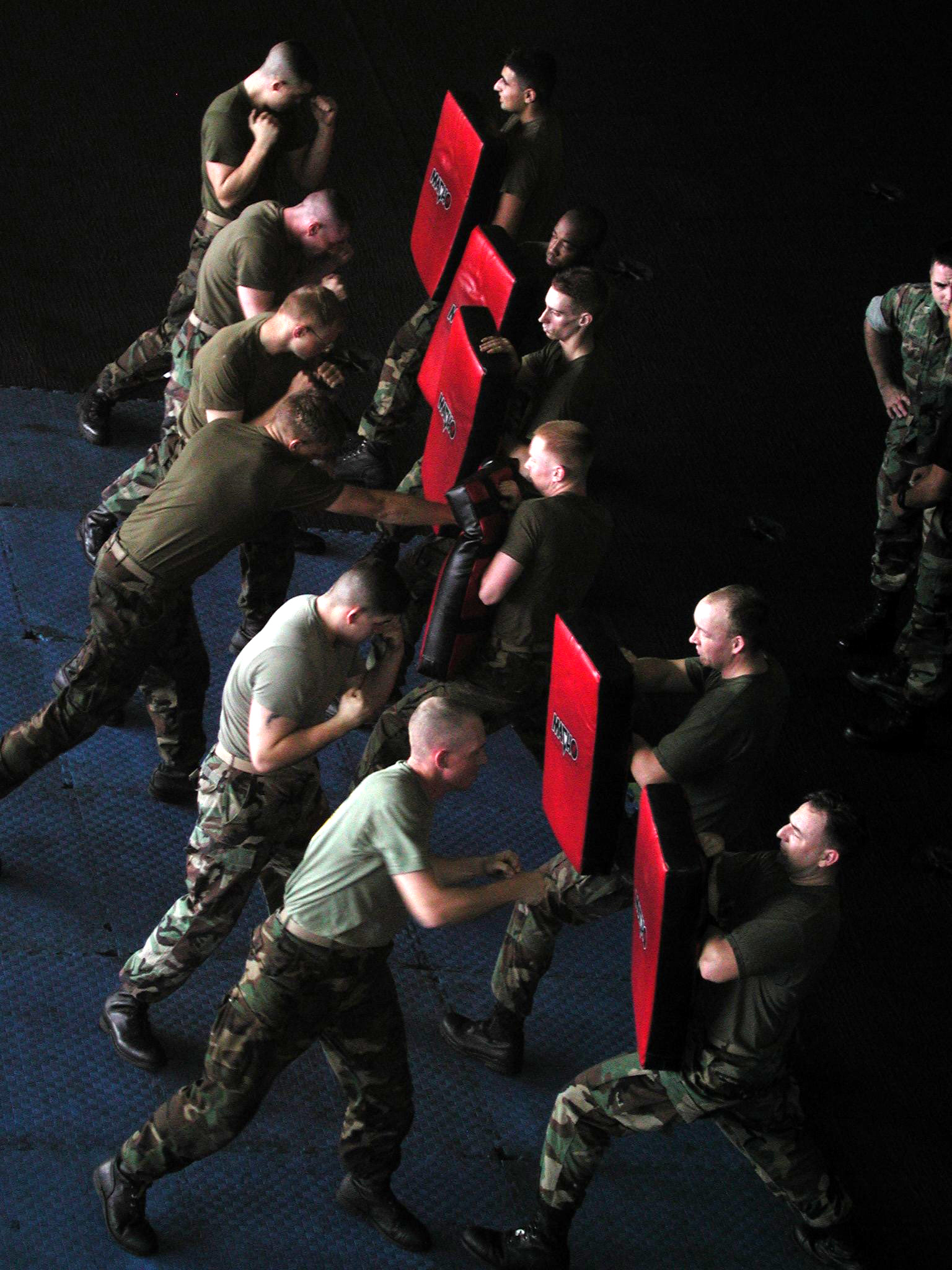
تمرینات نظامی خدمه